# GP3-seizoen 2013
Het GP3-seizoen 2013 was het vierde GP3-seizoen. Het support de GP2-klasse in alle races. Het kampioenschap bestond uit 16 races, verdeeld over 8 raceweekenden. Regerend kampioen kampioen Mitch Evans is overgestapt naar de GP2 en mocht, zoals de regels van het kampioenschap luiden, zijn kampioenschap niet verdedigen.
Daniil Kvjat behaalde met een overwinning in de eerste race van het laatste raceweekend op het Yas Marina Circuit het kampioenschap binnen, waarmee hij zijn concurrenten Facu Regalia, Kevin Korjus, Conor Daly, Jack Harvey en Tio Ellinas achter zich hield. ART Grand Prix werd kampioen bij de teams.

## Teams en coureurs
| Team                  | Nr. | Coureur             | Ronden   |
| --------------------- | --- | ------------------- | -------- |
| ART Grand Prix        | 1   | Conor Daly          | Alle     |
| ART Grand Prix        | 2   | Facu Regalia        | Alle     |
| ART Grand Prix        | 3   | Jack Harvey         | Alle     |
| MW Arden              | 4   | Carlos Sainz jr.    | Alle     |
| MW Arden              | 5   | Robert Vișoiu       | Alle     |
| MW Arden              | 6   | Daniil Kvjat        | Alle     |
| Carlin                | 7   | Luís Sá Silva       | Alle     |
| Carlin                | 8   | Nick Yelloly        | Alle     |
| Carlin                | 9   | Eric Lichtenstein   | 1-5      |
| Carlin                | 9   | Alexander Sims      | 6-8      |
| Jenzer Motorsport     | 10  | Samin Gómez         | Alle     |
| Jenzer Motorsport     | 11  | Patric Niederhauser | Alle     |
| Jenzer Motorsport     | 12  | Alex Fontana        | Alle     |
| Marussia Manor Racing | 14  | Tio Ellinas         | Alle     |
| Marussia Manor Racing | 15  | Ryan Cullen         | Alle     |
| Marussia Manor Racing | 16  | Dino Zamparelli     | Alle     |
| Status Grand Prix     | 17  | Jimmy Eriksson      | Alle     |
| Status Grand Prix     | 18  | Adderly Fong        | 1-3, 5-8 |
| Status Grand Prix     | 18  | Alexander Sims      | 4        |
| Status Grand Prix     | 19  | Josh Webster        | Alle     |
| Bamboo Engineering    | 20  | Lewis Williamson    | 1-7      |
| Bamboo Engineering    | 21  | Melville McKee      | 1-7      |
| Bamboo Engineering    | 21  | Alice Powell        | 8        |
| Bamboo Engineering    | 22  | Carmen Jordá        | Alle     |
| Trident               | 23  | Giovanni Venturini  | Alle     |
| Trident               | 24  | David Fumanelli     | 1-7      |
| Trident               | 24  | Robert Cregan       | 8        |
| Trident               | 25  | Emanuele Zonzini    | Alle     |
| Koiranen GP           | 26  | Patrick Kujala      | Alle     |
| Koiranen GP           | 27  | Aaro Vainio         | 1-7      |
| Koiranen GP           | 27  | Dean Stoneman       | 8        |
| Koiranen GP           | 28  | Kevin Korjus        | Alle     |

### Rijders veranderingen
Van team veranderd
- Robert Cregan: Ocean Racing Technology → Trident
- David Fumanelli: MW Arden → Trident Racing
- Carmen Jordá: Ocean Racing Technology → Bamboo Engineering
- Facu Regalia: Jenzer Motorsport/Atech CRS GP → ART Grand Prix
- Aaro Vainio: Lotus GP → Koiranen GP
- Robert Vișoiu: Jenzer Motorsport → MW Arden
- Lewis Williamson: Status Grand Prix → Bamboo Engineering

Nieuw/teruggekeerd in de GP3
- Ryan Cullen: Britse Formule Ford (Cullen Motorsport in association with RCC) → Marussia Manor Racing
- Jimmy Eriksson: Duitse Formule 3-kampioenschap (Lotus) → Status Grand Prix
- Adderly Fong: Audi R8 LMS Cup China (Sino Vision Racing) → Status Grand Prix
- Samin Gómez: Formule Abarth (Jenzer Motorsport) → Jenzer Motorsport
- Jack Harvey: Britse Formule 3-kampioenschap (Carlin) → ART Grand Prix
- Kevin Korjus: Formule Renault 3.5 Series (Tech 1 Racing/Lotus) → Koiranen GP
- Patrick Kujala: Formule Renault 2.0 Alps (Koiranen Motorsport) → Koiranen GP
- Daniil Kvjat: Formule Renault 2.0 Alps (Koiranen Motorsport) → MW Arden
- Eric Lichtenstein: Britse Formule Ford (Jamun Racing) → Carlin
- Melville McKee: Eurocup Formule Renault 2.0 (Interwetten.com Racing) → Bamboo Engineering
- Luís Sá Silva: Formule 3 Euroseries (Angola Racing Team) → Carlin
- Carlos Sainz jr.: Europees Formule 3-kampioenschap (Carlin) → MW Arden
- Josh Webster: Formule Renault BARC (MGR Motorsport) → Status Grand Prix
- Nick Yelloly: Formule Renault 3.5 Series (Comtec Racing) → Carlin
- Dino Zamparelli: Formule 2 (MotorSport Vision) → Marussia Manor Racing
- Emanuele Zonzini: Formule Abarth (Euronova Racing by Fortec) → Trident Racing

Uit de GP3
- Daniel Abt: Lotus GP → GP2 Series (ART Grand Prix)
- Alex Brundle: Carlin → World Endurance Championship (OAK Racing)
- William Buller: Carlin → Europees Formule 3-kampioenschap (ThreeBond with T-Sport)
- Kevin Ceccon: Ocean Racing Technology → GP2 Series (Trident Racing)
- Mitch Evans: MW Arden → GP2 Series (Arden International)
- António Félix da Costa: Carlin → Formule Renault 3.5 Series (Arden Caterham)
- Fabio Gamberini: Atech CRS GP → ?
- Tamás Pál Kiss: Atech CRS GP → Auto GP (MLR 71/Zele Racing/Ibiza Racing Team)
- Jakub Klášterka: Jenzer Motorsport → ?
- Matias Laine: MW Arden → Formule Renault 3.5 Series (P1 by Strakka Racing)
- Fabiano Machado: Marussia Manor Racing → ?
- Vicky Piria: Trident Racing → Europese F3 Open (BVM Racing)
- Alice Powell: Status Grand Prix → MSV F3 Cup (Mark Bailey Racing)
- Ethan Ringel: Atech CRS GP → Indy Lights (Team Moore Racing)
- Kotaro Sakurai: Status Grand Prix → ?
- Alexander Sims: Status Grand Prix → Europees Formule 3-kampioenschap (ThreeBond with T-Sport)
- Antonio Spavone: Trident Racing → Auto GP (Super Nova International)
- Marlon Stöckinger: Status Grand Prix → Formule Renault 3.5 Series (Lotus)
- Dmitri Soeranovitsj: Marussia Manor Racing → Europees Formule 3-kampioenschap (Fortec Motorsports)
- John Wartique: Atech CRS GP → ?

Tijdens het seizoen
- De Hong Konger Adderly Fong wordt in de ronde op de Nürburgring vervangen door de Brit Alexander Sims bij het team Status Grand Prix, omdat hij op dat moment een race moet rijden in China.
- Voor de ronde op Spa-Francorchamps wordt de Argentijn Eric Lichtenstein vervangen door de Brit Alexander Sims bij het team Carlin.
- In de laatste ronde op het Yas Marina Circuit wordt de Italiaan David Fumanelli vervangen door de Ier Robert Cregan bij het team Trident.
- In de laatste ronde op het Yas Marina Circuit wordt de Fin Aaro Vainio vervangen door de Brit Dean Stoneman bij het team Koiranen GP.
- In de laatste ronde op het Yas Marina Circuit wordt de Brit Melville McKee vervangen door zijn landgenote Alice Powell bij het team Bamboo Engineering, terwijl team- en landgenoot Lewis Williamson niet aan de start verschijnt.

### Teams veranderingen
- Ocean Racing Technology heeft het kampioenschap verlaten en is vervangen door Koiranen Motorsport.
- Atech CRS Grand Prix is vervangen door Bamboo Engineering.
- Na in 2011 en 2012 onder de naam "Lotus GP" te hebben gereden, zal ART Grand Prix vanaf 2013 weer onder hun eigen naam verder racen.

## Races
- Op 19 december 2012 werd de GP3-kalender van 2013 bekend. Het kampioenschap zal in ieder geval acht raceweekenden tellen. De ronde in Monaco is geschrapt, net als de ronde in Valencia nadat deze van de Formule 1-kalender werd geschrapt. Hier tegenover gaat de GP3 net zoals de GP2 naar Abu Dhabi. Ook is er een alleenstaande ronde toegevoegd op het Circuit Ricardo Tormo Valencia.

| Ronde | Ronde | Circuit                        | Datum       | Pole Position    | Snelste ronde    | Winnend coureur    | Winnend team          |
| ----- | ----- | ------------------------------ | ----------- | ---------------- | ---------------- | ------------------ | --------------------- |
| 1     | R1    | Circuit de Catalunya           | 11 mei      | Tio Ellinas      | Tio Ellinas      | Tio Ellinas        | Marussia Manor Racing |
| 1     | R2    | Circuit de Catalunya           | 12 mei      |                  | Kevin Korjus     | Aaro Vainio        | Koiranen GP           |
| 2     | R1    | Circuit Ricardo Tormo Valencia | 15 juni     | Conor Daly       | Carlos Sainz jr. | Conor Daly         | ART Grand Prix        |
| 2     | R2    | Circuit Ricardo Tormo Valencia | 16 juni     |                  | Carlos Sainz jr. | Robert Vișoiu      | MW Arden              |
| 3     | R1    | Silverstone                    | 29 juni     | Kevin Korjus     | Jack Harvey      | Jack Harvey        | ART Grand Prix        |
| 3     | R2    | Silverstone                    | 30 juni     |                  | Daniil Kvjat     | Giovanni Venturini | Trident               |
| 4     | R1    | Nürburgring                    | 6 juli      | Facu Regalia     | Facu Regalia     | Facu Regalia       | ART Grand Prix        |
| 4     | R2    | Nürburgring                    | 7 juli      |                  | Melville McKee   | Melville McKee     | Bamboo Engineering    |
| 5     | R1    | Hungaroring                    | 27 juli     | Aaro Vainio      | Aaro Vainio      | Aaro Vainio        | Koiranen GP           |
| 5     | R2    | Hungaroring                    | 28 juli     |                  | Facu Regalia     | Robert Vișoiu      | MW Arden              |
| 6     | R1    | Spa-Francorchamps              | 24 augustus | Carlos Sainz jr. | Daniil Kvjat     | Daniil Kvjat       | MW Arden              |
| 6     | R2    | Spa-Francorchamps              | 25 augustus |                  | Alexander Sims   | Alexander Sims     | Carlin                |
| 7     | R1    | Autodromo Nazionale Monza      | 7 september | Daniil Kvjat     | Daniil Kvjat     | Daniil Kvjat       | MW Arden              |
| 7     | R2    | Autodromo Nazionale Monza      | 8 september |                  | Conor Daly       | Jack Harvey        | ART Grand Prix        |
| 8     | R1    | Yas Marina Circuit             | 2 november  | Daniil Kvjat     | Daniil Kvjat     | Daniil Kvjat       | MW Arden              |
| 8     | R2    | Yas Marina Circuit             | 3 november  |                  | Nick Yelloly     | Tio Ellinas        | Marussia Manor Racing |

## Kampioenschap

### Coureurs
| Pos | Coureur             | ESP | ESP | VAL | VAL | GBR | GBR | DUI | DUI | HON | HON | BEL | BEL | ITA | ITA | ABU | ABU | Punten |
| --- | ------------------- | --- | --- | --- | --- | --- | --- | --- | --- | --- | --- | --- | --- | --- | --- | --- | --- | ------ |
| 1   | Daniil Kvjat        | 20  | DNF | 4   | 5   | 4   | 4   | DNF | 16  | 3   | 7   | 1   | 6   | 1   | 2   | 1   | 5   | 168    |
| 2   | Facu Regalia        | 24  | 14  | 2   | 7   | 3   | 5   | 1   | DNF | 6   | 4   | 3   | 3   | 3   | 4   | 15  | 16  | 138    |
| 3   | Conor Daly          | 3   | 5   | 1   | 8   | 22  | DNF | 10  | 9   | 2   | 8   | 2   | 2   | DNF | 8   | 4   | 3   | 126    |
| 4   | Tio Ellinas         | 1   | 4   | 6   | 4   | 5   | 6   | 2   | 6   | 11  | 10  | 8   | DNF | DNF | 11  | 7   | 1   | 116    |
| 5   | Jack Harvey         | 6   | 6   | 10  | 12  | 1   | 7   | 3   | 10  | 4   | 5   | DNF | DNF | 7   | 1   | 5   | 4   | 114    |
| 6   | Nick Yelloly        | 4   | DNF | 12  | 9   | 6   | 2   | 5   | 3   | 15  | 13  | 6   | 4   | 2   | DNF | 3   | 6   | 107    |
| 7   | Kevin Korjus        | 8   | 2   | 3   | 6   | 2   | 9   | 20  | 15  | 7   | 3   | 4   | 5   | 6   | 5   | 12  | 12  | 107    |
| 8   | Alexander Sims      |     |     |     |     |     |     | 8   | 2   |     |     | 5   | 1   | 5   | 6   | 2   | 7   | 77     |
| 9   | Aaro Vainio         | 5   | 1   | 7   | 2   | 11  | 8   | 14  | 11  | 1   | 9   | 20  | 22  | 16  | 13  |     |     | 75     |
| 10  | Carlos Sainz jr.    | 15  | DSQ | 5   | 3   | 13  | 13  | 6   | 5   | 5   | 2   | DNF | 13  | 9   | 9   | DSQ | 18  | 66     |
| 11  | Lewis Williamson    | 11  | 7   | 19  | 17  | 25  | 14  | 4   | 4   | 24  | DNF | 14  | 10  | 4   | 3   |     |     | 46     |
| 12  | Robert Vișoiu       | 9   | 19  | 8   | 1   | 12  | DNF | 11  | 23  | 8   | 1   | 9   | 8   | DNF | 10  | 10  | 11  | 44     |
| 13  | Patric Niederhauser | 2   | 3   | 13  | DNF | 15  | 11  | 12  | 8   | 25  | 15  | DNF | 9   | 8   | DNF | DNF | 15  | 33     |
| 14  | Melville McKee      | 14  | DNF | 11  | DNF | 24  | 15  | 7   | 1   | 17  | DNF | 7   | DNF | 12  | 7   |     |     | 31     |
| 15  | Giovanni Venturini  | 12  | 8   | 15  | 13  | 8   | 1   | 16  | 14  | 9   | 6   | 11  | 11  | 11  | DNF | 11  | 9   | 20     |
| 16  | Dean Stoneman       |     |     |     |     |     |     |     |     |     |     |     |     |     |     | 6   | 2   | 20     |
| 17  | Alex Fontana        | 10  | 9   | 14  | 11  | 7   | 3   | DNF | 17  | 10  | 19  | 21  | 12  | DNF | DNF | 13  | 10  | 18     |
| 18  | Dino Zamparelli     | DNF | 15  | 9   | 10  | 10  | DNF | 9   | 7   | 12  | 20  | 10  | 7   | DNF | EX  | 9   | 8   | 13     |
| 19  | David Fumanelli     | 7   | 17  | DNF | DNF | DNF | 20  | 17  | 20  | 16  | 18  | 15  | 14  | 15  | 18  |     |     | 6      |
| 20  | Patrick Kujala      | DNF | 16  | 21  | 15  | DNF | EX  | 13  | 13  | 14  | 11  | 13  | 20  | 10  | 12  | 8   | 19  | 5      |
| 21  | Adderly Fong        | 23  | 11  | DNF | DNF | 9   | DNF |     |     | 20  | 17  | DNF | 16  | 19  | 20  | 17  | 21  | 2      |
| 22  | Eric Lichtenstein   | 18  | 10  | DNF | DNF | 14  | 10  | DNF | 21  | 18  | 16  |     |     |     |     |     |     | 0      |
| 23  | Luís Sá Silva       | 13  | 12  | DNF | 22  | 17  | 12  | DNF | 22  | DNF | 22  | 12  | 21  | DNF | 19  | 18  | 17  | 0      |
| 24  | Jimmy Eriksson      | 19  | DNF | 18  | 16  | 18  | 21  | DNF | 18  | 13  | 12  | 17  | 15  | 13  | DNF | 23  | 26  | 0      |
| 25  | Emanuele Zonzini    | 17  | DNF | 16  | 14  | 19  | DNF | 15  | 12  | DNF | DNF | DNF | 23  | 14  | 14  | 14  | 14  | 0      |
| 26  | Samin Gómez         | 16  | 13  | DNF | 19  | 20  | 18  | 18  | 19  | 19  | 14  | 16  | DNF | 17  | 15  | 22  | 25  | 0      |
| 27  | Robert Cregan       |     |     |     |     |     |     |     |     |     |     |     |     |     |     | 16  | 13  | 0      |
| 28  | Josh Webster        | DNF | DNF | 17  | 18  | 16  | 16  | DNF | DNF | 21  | DSQ | DNF | 18  | DNF | 16  | 21  | 22  | 0      |
| 29  | Ryan Cullen         | 21  | DNF | 20  | 20  | 21  | 17  | 19  | 25  | 23  | DNF | 18  | 17  | 20  | DNF | 20  | 24  | 0      |
| 30  | Carmen Jordá        | 22  | 18  | DNF | 21  | 23  | 19  | DSQ | 24  | 22  | 21  | 19  | 19  | 18  | 17  | DNF | 23  | 0      |
| 31  | Alice Powell        |     |     |     |     |     |     |     |     |     |     |     |     |     |     | 19  | 20  | 0      |
| Pos | Coureur             | ESP | ESP | VAL | VAL | GBR | GBR | DUI | DUI | HON | HON | BEL | BEL | ITA | ITA | ABU | ABU | Punten |

### Teams
| Pos | Team                  | No. | ESP | ESP | VAL | VAL | GBR | GBR | DUI | DUI | HON | HON | BEL | BEL | ITA | ITA | ABU | ABU | Punten |
| --- | --------------------- | --- | --- | --- | --- | --- | --- | --- | --- | --- | --- | --- | --- | --- | --- | --- | --- | --- | ------ |
| 1   | ART Grand Prix        | 1   | 3   | 5   | 1   | 8   | 22  | DNF | 10  | 9   | 2   | 8   | 2   | 2   | DNF | 8   | 4   | 3   | 378    |
| 1   | ART Grand Prix        | 2   | 24  | 14  | 2   | 7   | 3   | 5   | 1   | DNF | 6   | 4   | 3   | 3   | 3   | 4   | 15  | 16  | 378    |
| 1   | ART Grand Prix        | 3   | 6   | 6   | 10  | 12  | 1   | 7   | 3   | 10  | 4   | 5   | DNF | DNF | 7   | 1   | 5   | 4   | 378    |
| 2   | MW Arden              | 4   | 15  | DSQ | 5   | 3   | 13  | 13  | 6   | 5   | 5   | 2   | DNF | 13  | 9   | 9   | DSQ | 18  | 278    |
| 2   | MW Arden              | 5   | 9   | 19  | 8   | 1   | 12  | DNF | 11  | 23  | 8   | 1   | 9   | 8   | DNF | 10  | 10  | 11  | 278    |
| 2   | MW Arden              | 6   | 20  | DNF | 4   | 5   | 4   | 4   | DNF | 16  | 3   | 7   | 1   | 6   | 1   | 2   | 1   | 5   | 278    |
| 3   | Koiranen GP           | 26  | DNF | 16  | 21  | 15  | DNF | EX  | 13  | 13  | 14  | 11  | 13  | 20  | 10  | 12  | 8   | 19  | 207    |
| 3   | Koiranen GP           | 27  | 5   | 1   | 7   | 2   | 11  | 8   | 14  | 11  | 1   | 9   | 20  | 22  | 16  | 13  | 6   | 2   | 207    |
| 3   | Koiranen GP           | 28  | 8   | 2   | 3   | 6   | 2   | 9   | 20  | 15  | 7   | 3   | 4   | 5   | 6   | 5   | 12  | 12  | 207    |
| 4   | Carlin                | 7   | 13  | 12  | DNF | 22  | 17  | 12  | DNF | 22  | DNF | 22  | 12  | 21  | DNF | 19  | 18  | 17  | 168    |
| 4   | Carlin                | 8   | 4   | DNF | 12  | 9   | 6   | 2   | 5   | 3   | 15  | 13  | 6   | 4   | 2   | DNF | 3   | 6   | 168    |
| 4   | Carlin                | 9   | 18  | 10  | DNF | DNF | 14  | 10  | DNF | 21  | 18  | 16  | 5   | 1   | 5   | 6   | 2   | 7   | 168    |
| 5   | Marussia Manor Racing | 14  | 1   | 4   | 6   | 4   | 5   | 6   | 2   | 6   | 11  | 10  | 8   | DNF | DNF | 11  | 7   | 1   | 129    |
| 5   | Marussia Manor Racing | 15  | 21  | DNF | 20  | 20  | 21  | 17  | 19  | 25  | 23  | DNF | 18  | 17  | 20  | DNF | 20  | 24  | 129    |
| 5   | Marussia Manor Racing | 16  | DNF | 15  | 9   | 10  | 10  | DNF | 9   | 7   | 12  | 20  | 10  | 7   | DNF | EX  | 9   | 8   | 129    |
| 6   | Bamboo Engineering    | 20  | 11  | 7   | 19  | 17  | 25  | 14  | 4   | 4   | 24  | DNF | 14  | 10  | 4   | 3   |     |     | 75     |
| 6   | Bamboo Engineering    | 21  | 14  | DNF | 11  | DNF | 24  | 15  | 7   | 1   | 17  | DNF | 7   | DNF | 12  | 7   | 19  | 20  | 75     |
| 6   | Bamboo Engineering    | 22  | 22  | 18  | DNF | 21  | 23  | 19  | DSQ | 24  | 22  | 21  | 19  | 19  | 18  | 17  | DNF | 23  | 75     |
| 7   | Jenzer Motorsport     | 10  | 16  | 13  | DNF | 19  | 20  | 18  | 18  | 19  | 19  | 14  | 16  | DNF | 17  | 15  | 22  | 25  | 51     |
| 7   | Jenzer Motorsport     | 11  | 2   | 3   | 13  | DNF | 15  | 11  | 12  | 8   | 25  | 15  | DNF | 9   | 8   | DNF | DNF | 15  | 51     |
| 7   | Jenzer Motorsport     | 12  | 10  | 9   | 14  | 11  | 7   | 3   | DNF | 17  | 10  | 19  | 21  | 12  | DNF | DNF | 13  | 10  | 51     |
| 8   | Trident               | 23  | 12  | 8   | 15  | 13  | 8   | 1   | 16  | 14  | 9   | 6   | 11  | 11  | 11  | DNF | 11  | 9   | 32     |
| 8   | Trident               | 24  | 7   | 17  | DNF | DNF | DNF | 20  | 17  | 20  | 16  | 18  | 15  | 14  | 15  | 18  | 16  | 13  | 32     |
| 8   | Trident               | 25  | 17  | DNF | 16  | 14  | 19  | DNF | 15  | 12  | DNF | DNF | DNF | 23  | 14  | 14  | 14  | 14  | 32     |
| 9   | Status Grand Prix     | 17  | 19  | DNF | 18  | 16  | 18  | 21  | DNF | 18  | 13  | 12  | 17  | 15  | 13  | DNF | 23  | 26  | 18     |
| 9   | Status Grand Prix     | 18  | 21  | 11  | DNF | DNF | 9   | DNF | 8   | 2   | 20  | 17  | DNF | 16  | 19  | 20  | 17  | 21  | 18     |
| 9   | Status Grand Prix     | 19  | DNF | DNF | 17  | 18  | 16  | 16  | DNF | DNF | 21  | DSQ | DNF | 18  | DNF | 16  | 21  | 22  | 18     |
| Pos | Team                  | No. | ESP | ESP | VAL | VAL | GBR | GBR | DUI | DUI | HON | HON | BEL | BEL | ITA | ITA | ABU | ABU | Punten |

- Coureurs vertrekkend van pole-position zijn vetgedrukt.
- Coureurs met de snelste raceronde in cursief.

GP2: 2005 · 2006 · 2007 · 2008 · 2009 · 2010 · 2011 · 2012 · 2013 · 2014 · 2015 · 2016 (Lijst van coureurs)

GP3: 2010 · 2011 · 2012 · 2013 · 2014 · 2015 · 2016 · 2017 · 2018 (Lijst van coureurs)

GP2 Asia: 2008 · 2008-2009 · 2009-2010 · 2011 (Lijst van coureurs)